# 吉野益
吉野 益（よしの ます、1918年（大正7年）1月15日 - 2015年（平成27年）2月1日）は、日本の政治家。群馬県藤岡市長（4期）。

## 来歴
群馬県出身。群馬県立藤岡中学校（現在の群馬県立藤岡高等学校）卒業。卒業後は群馬県経済連に入り、多野支所長、経済連資材、肥料、畜産の各課長、畜産部長、参事を歴任する。その後、全国食肉学校理事、同副校長となる。
1978年藤岡市長選挙に当選。市長就任後は、畜産の振興など産業育成策を進め、また、小中学校の新校舎の建設や都市計画事業、環境衛生施設の整備など長期的な発展力のある街づくりを目指した。
市長は1994年まで4期務めた。翌年勲四等瑞宝章を受章した。